# Newmarket-on-Fergus
Newmarket-on-Fergus (iriska: Cora Chaitlín) är en ort i grevskapet Clare i Republiken Irland. Orten ligger ungefär halvvägs mellan Limerick och Ennis, nära Shannon Town och Shannon Airport. Newmarket-on-Fergus har 1 542 invånare (2006). 

## Historik
Engelska namnet "Newmarket-on-Fergus" beror förmodligen på att det fanns en äldre marknad "Market" vid den närliggande orten Bunratty (vid Ogarney River). När den "nyare" marknaden vid byn uppkom fick den då namnet Newmarket-on-Fergus.

### Fotnoter
1. ↑   Central Statistics Office Ireland; Census 2006 Volume 1 – Population classified by area ,